# Wojciech Rokita
Wojciech Rokita (ur. 1966, zm. 18 marca 2020 w Kielcach) – polski lekarz, ginekolog-położnik i perinatolog, dr hab. nauk medycznych, profesor uczelni Instytutu Nauk Medycznych Collegium Medicum Uniwersytetu Jana Kochanowskiego w Kielcach.

## Życiorys
W 1991 ukończył studia medyczne w Akademii Medycznej im. Feliksa Skubiszewskiego w Lublinie, 21 maja 1996 obronił pracę doktorską Obrazy morfologiczne szyjki macicy u kobiet zakażonych drobnoustrojami Gardnerella vaginalis, 15 lutego 2012 habilitował się na podstawie pracy zatytułowanej Analiza wartości diagnostycznej wybranych testów molekularnych i immunocytochemicznych w wykrywaniu zmian patologicznych szyjki macicy.
Został zatrudniony na stanowisku adiunkta w Instytucie Pielęgniarstwa i Położnictwa na Wydziale Nauk o Zdrowiu Uniwersytetu Jana Kochanowskiego w Kielcach.
Był profesorem nadzwyczajnym w Instytucie Pielęgniarstwa i Położnictwa na Wydziale Lekarskim i Nauk o Zdrowiu Uniwersytetu Jana Kochanowskiego w Kielcach, oraz piastował funkcję profesora uczelni Instytutu Nauk Medycznych Collegium Medicum Uniwersytetu Jana Kochanowskiego w Kielcach, a także wiceprezesa Polskiego Towarzystwa Ginekologów i Położników. Od 2012 roku Wojciech Rokita kierował Kliniką Ginekologii i Położnictwa w Wojewódzkim Szpitalu Zespolonym w Kielcach oraz pełnił funkcję świętokrzyskiego konsultanta wojewódzkiego ds. ginekologii i położnictwa (z przerwą od kwietnia 2018 do stycznia 2020).
Był zakażony koronawirusem SARS-CoV-2, jednak według oświadczenia dyrekcji szpitala, w którym przebywał, zmarł z innej przyczyny. Najprawdopodobniej popełnił samobójstwo z powodu fali krytyki w internecie. 
Prezes Naczelnej Rady Lekarskiej Andrzej Matyja w opublikowanym oświadczeniu złożył kondolencje rodzinie zmarłego i wyraził oburzenie środowiska lekarskiego w związku z falą agresji, która poprzedziła śmierć prof. Rokity.

## Życie prywatne
Jego ojcem był Stanisław Rokita (zm. 2020), który zmarł kilka tygodni po śmierci syna.